# Raymond Cloutier
 (mai 2020).
Si vous disposez d'ouvrages ou d'articles de référence ou si vous connaissez des sites web de qualité traitant du thème abordé ici, merci de compléter l'article en donnant les références utiles à sa vérifiabilité et en les liant à la section « Notes et références ».
Pour les articles homonymes, voir Cloutier.
Raymond Cloutier est un acteur québécois né le 3 mai 1944. Il est diplômé du Conservatoire d'art dramatique de Québec de 1968.

## Biographie
Après un Premier Prix Très Grande Distinction du Conservatoire de Québec en 1968, il obtient une bourse pour séjourner en Europe et jouer au Théâtre des Drapiers à Strasbourg et en tournée avec le Théâtre Populaire Romand. À son retour, à l’automne 1969, il fonde le Grand cirque ordinaire et produit avec ce groupe d’acteurs-créateurs de nombreuses tragédies musicales dont, T’es pas tannée Jeanne D’Arc? La famille transparente, La tragédie américaine de l’enfant prodigue, L’Opéra des pauvres et T’en rappelles-tu Pibrac? Ces spectacles tournent partout au Québec et connaissent un grand succès lors de leur création à Montréal. En 1976 il écrit et joue au Théâtre de Quat’Sous un spectacle solo Mandrake chez lui suivi d’un autre au Conventum Le rendez-vous d’Août.
	Parallèlement, il poursuit depuis 1968 une carrière au cinéma. Il débute avec Red et La tête de Normande Saint-Onge de Gilles Carle et poursuit avec, entre autres, Les Vautours, La Conquête, Two Solitudes, Cordélia, L’affaire Coffin, Rien qu’un jeu, Le grand zèle, Mathusalem 1 et 2, Liste noire, La conciergerie, jusqu’aux films plus récents, L’Ange de goudron de Denis Chouinard et Mariages de Catherine Martin.
En même temps, il participe à de nombreuses télé-séries dont Louis Riel, Duplessis, Montréal ville ouverte, Scoop, Ces enfants d’ailleurs, L’Ombre de l’Épervier, Réseau, Cauchemar d’amour, ainsi qu’à un grand nombre de téléromans dont Monsieur le Ministre, L’Agent fait le bonheur, À plein temps, Les Machos, Le retour et Rivière des Jérémies.
De 1977 à maintenant il joue au théâtre émergent et sur les scènes institutionnelles dans des spectacles comme: Salut Galarneau, Le dernier recours de Jean-Baptiste à Catherine, Le fou et la nonne, La Mandragore, Florence, La cruche cassée, Qui a peur de Virginia Woolf?, Quatuor, Les Fourberies de Scapin et Une dangereuse obsession.  À la fin des années 1980, il produit et met en scène la comédie musicale, Les Nonnes de Dan Goggin qui sera vue par demi-million de spectateurs au cours des sept années de représentations.
Pendant tout ce temps, il poursuit une carrière d’enseignant en interprétation, improvisation et création collective. Cette pratique le conduira à la direction du Conservatoire d’art dramatique de Montréal de 1987 à 1995, où il renouvellera la mission et le projet pédagogique.
Il publie en 1998 un premier roman, Un retour simple, un essai en 1999, Le beau milieu une diatribe qui suscite la polémique, un second roman en 2000, Le maître d’hôtel et Théâtre Chanté, paroles pour le Grand Cirque Ordinaire, en 2018 Fin seul, une autofiction et L'échéance , un roman,en 2020. De 2004 à 2008, il anime des émissions art/culture/littérature à la première chaîne de Radio Canada. En août 2007, il retourne à la direction du Conservatoire d’art dramatique de Montréal, qu'il quitte en 2012. Il a depuis tourné Le Déserteur de Simon Lavoie, Une vie qui commence de Michel Monty, et participer à la télé à Subito Texto et Mémoires Vives. Il a été de mars 2012 à décembre 2017 directeur général et artistique du Théâtre Outremont. Il est marié à Sylvie Lacerte, depuis 1987 avec qui il a eu en 1991 un fils, Jules Cloutier Lacerte. Son autre fils, Émile Proulx-Cloutier, est né en 1983 de sa liaison avec la comédienne Danielle Proulx. Il vit en permanence à Sutton depuis novembre 2017.

## Filmographie

### Cinéma
- 1970 : Red : Joachim
- 1971 : Le Grand film ordinaire
- 1972 : Montréal blues
- 1973 : La Conquête
- 1975 : Les Vautours
- 1975 : La Tête de Normande St-Onge : Bouliane
- 1976 : Parlez-nous d'amour
- 1977 : L'Âge de la machine
- 1978 : Two Solitudes : Marius Tallard
- 1979 : Histoire vécue :
- 1979 : Au revoir à lundi : Hector, le beau-frère
- 1980 : Cordélia : Me Jos Fortier
- 1980 : L'Affaire Coffin : Le chauffeur de taxi
- 1983 : Contrecœur : Jean-Paul Groleau
- 1983 : Rien qu'un jeu : Andre
- 1986 : Sonia : Docteur
- 1987 : Le Frère André : Frère Léon
- 1988 : Portion d'éternité : Luc
- 1993 : Matusalem : El Diablo
- 1995 : Liste noire : Claude Laberge
- 1996 : Karmina : Baron
- 1997 : La Vengeance de la femme en noir : M. de la Poivrière
- 1997 : La Conciergerie : Antoine Martineau
- 1997 : Matusalem II: le dernier des Beauchesne : El Diablo
- 1999 : L'Île de sable
- 2000 : Saint Jude : Clarence
- 2001 : Mariages : Auguste¸
- 2001 : L'Ange de goudron : Roberto
- 2004 : La Peau blanche : Professeur Théorêt
- 2004 : C'est pas moi, c'est l'autre : Lévesque
- 2008 : Le Déserteur : Joseph Cloutier
- 2010 : Une vie qui commence de Michel Monty : Le grand-père
- 2011 : French Kiss : Père de Juliette
- 2016 : Mobile Étoile : Marlus
- 2022 : Confessions : Germain Gallant

### Télévision
- 1977 : Duplessis (feuilleton TV) : Daniel Johnson
- 1979 : Riel (TV) : Louis Riel
- 1985 : L'Agent fait le bonheur (série télévisée) : Lieutenant Julien Lafontaine
- 1992 : Montréal ville ouverte (feuilleton TV) : Jean Drapeau
- 1994-1995 : Scoop (série télévisée) : Julien Bolduc
- 1995 : Les Machos (série télévisée) : Gérard Meloche
- 1995 : Les grands procès : Maître Bertrand
- 1996 : Le Retour (série télévisée) : Gilbert Thériault
- 1997 : Ces enfants d'ailleurs (feuilleton TV) : Tomasz Pawlowski
- 1997 : Le Masque (série télévisée) : Raymond Matteau
- 1998 : L'Ombre de l'épervier (série télévisée) : Albert
- 1998 : Réseaux (série télévisée) : Dominic Pazelli (1999)
- 2000 : Chartrand et Simonne (série télévisée) : L'Abbé Groulx
- 2000 : Nuremberg (feuilleton TV) : Großadmiral Karl Dönitz
- 2001 : Cauchemar d'amour (série télévisée) : Emery
- 2001 : La Vie, la vie (série télévisée) : Yvon
- 2001 : Rivière-des-Jérémie (série télévisée) : Dave MacYntire
- 2002 : Trudeau (feuilleton TV) : Gérard Pelletier
- 2006-2009 : Les Hauts et les Bas de Sophie Paquin : Robert Paquin / Jean-Robert Morin / ...'
- 2016 : Subito texto : Viateur Nolin
- 2016 : Mémoires vives : François Fisher
- 2020 : Claire et les vieux
- 2022 : Stat : Jacques St-Cyr
- 2023 : Mégantic : Père de l'abbé Rémi David
- 2023 : Ainsi va Manu : Monsieur Hervé
- 2023/24 STAT: Jacques Saint-Cyr

### comme Réalisateur
- 1972 : Montréal blues

## Prix et distinctions
- 2001 : Finaliste, Prix des libraires, pour Le Maître d'hôtel[1]